# 迭戈·卡瓦列里
迭戈·卡瓦列里（Diego Cavalieri，1982年12月1日—）是一名巴西職業足球運動員，在場上司職守門員。卡瓦列里同時擁有巴西和意大利兩國的護照。

## 外部連結
- Liverpool FC profile
- Guardian Stats Centre （页面存档备份，存于）
- 足球数据库：迭戈·卡瓦列里的球员统计数据
- Sambafoot
- Futpédia （葡萄牙文）
- LFCHistory.net Profile （页面存档备份，存于）
- ESPN Profile （页面存档备份，存于）